# جورجیوس ایفرم
جورجیوس ایفرم (یونانی: Γεώργιος Εφραίμ؛ زادهٔ ۵ ژوئیهٔ ۱۹۸۹) بازیکن فوتبال اهل قبرس است.
از باشگاه‌هایی که در آن بازی کرده‌است می‌توان به باشگاه فوتبال آرسنال، باشگاه فوتبال داندی، باشگاه فوتبال رنجرز، باشگاه فوتبال اومانیا، باشگاه فوتبال آپوئل، و تیم ملی فوتبال قبرس اشاره کرد.
وی همچنین در تیم‌های ملی فوتبال زیر ۱۹ و ۲۱ سال قبرس بازی کرده‌است.